# Juc'Nil
Juc'Nil är en ort i Mexiko.   Den ligger i kommunen San Juan Cancuc och delstaten Chiapas, i den sydöstra delen av landet, 800 km öster om huvudstaden Mexico City. Juc'Nil ligger 749 meter över havet och antalet invånare är 509.
Terrängen runt Juc'Nil är bergig åt sydväst, men åt nordost är den kuperad. Runt Juc'Nil är det ganska tätbefolkat, med 62 invånare per kvadratkilometer. I omgivningarna runt Juc'Nil växer i huvudsak städsegrön lövskog.